# 當知項欠
當知項欠（英語：Dhondup Wangchen，1974年10月17日—），又譯頓珠旺青（藏語：དོན་གྲུབ་དབང་ཆེན་，威利转写：don grub dbang chen），是一位藏族制片人，亦是西藏紀錄片《不再恐惧》的拍攝者，在完成該片不久的2008年3月，當知項欠和久美嘉措一同被中國拘捕。2009年12月28日在青海西宁被以煽动分裂国家罪判处有期徒刑6年。
當知項欠與比丘久美嘉措一起製作《不再恐惧》，而《不再恐惧》的內容主要為普通藏族人對第十四世達賴喇嘛、中國政府、2008年夏季奥林匹克运动会以及汉族移民的看法。當此录像带被送往瑞士後，當知項欠與久美嘉措便於2008年藏區騷亂期間被捕。
當知項欠被判處六年監禁後，很多國際人權組織均抗議中國政府的做法，這些組織包括將當知項欠稱為「良心犯」的國際特赦組織。2012年，當知項欠獲頒国际新闻自由奖。

## 早期生活
當知項欠於1974年在中華人民共和國青海省海东化隆的一個農民家庭出生。後來，當知項欠移居拉薩。在拉薩，當知項欠目睹了一場獨立示威被公安機關壓制，因此令當知項欠開始關注西藏的政治。於1993年，當知項欠與一位親戚越過喜馬拉雅山脈進入印度，并拜见达赖喇嘛，后两人回国。

## 《不再恐惧》

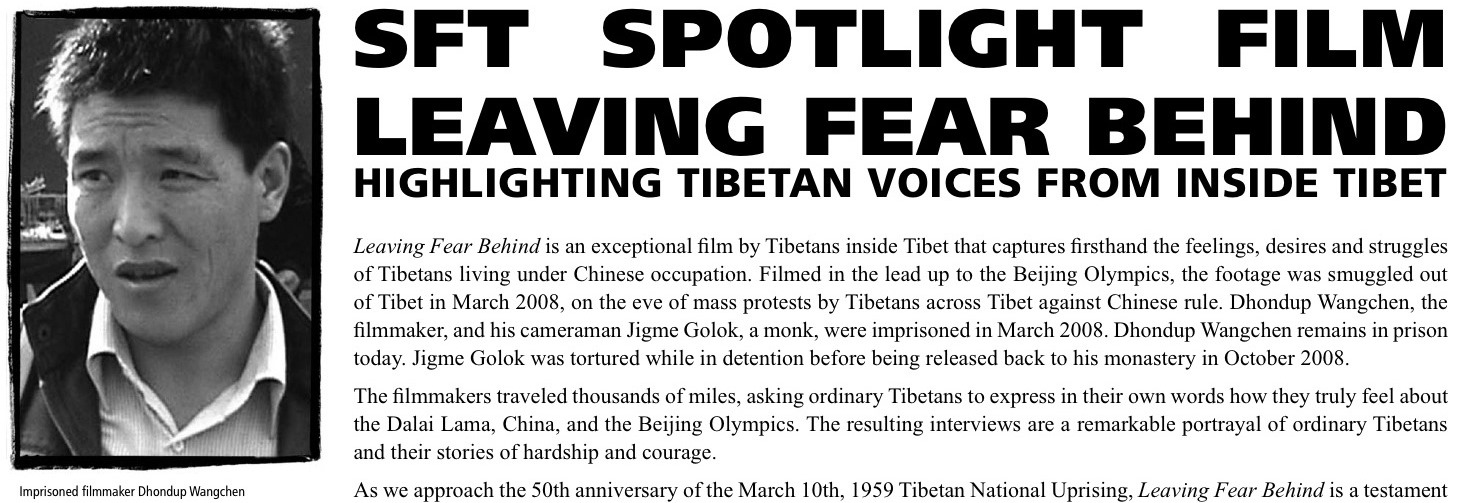
自由西藏學生運動報導政治犯當知項欠反映西藏內部聲音的紀錄片《無懼》

2006年，當知項欠為了防止家人受中國政府迫害，将妻子拉姆措（LhamoTso）和四个子女送往印度。而后，他与久美嘉措用价值300美元摄像机开始纪录片的摄制，並在2007年8月至2008年3月間訪問了108位藏人，並與他們討論政治局勢。所有受訪者均願意出現於影片中。他們摄制的纪录片主要圍繞藏族人對達賴喇嘛和中國政府的看法。
他們總共收集了總長40小時的採訪片段，此纪录片後來得名「不再恐惧」。在攝製完成後，當知項欠便將影片送往瑞士。《不再恐惧》的錄像被送往瑞士，而當知項欠所屬的公司「西藏拍攝」則在瑞士將紀錄片進行剪接。最後，《不再恐惧》被剪接成總長25分鐘的紀錄片，並表現出藏族對中國選擇舉辦2008年夏季奥林匹克运动会和漢族移民的不滿以及對達賴喇嘛的歌頌。 《紐約時報》將《不再恐惧》形容為「對中國政府的一個未經修飾的起訴書」。當知項欠在紀錄片中指出「這部影片的目的並非成為一個著名或者具娛樂性的影片。這部影片是關於西藏人民的苦難、無奈和沮喪。」。
當知項欠於2008年3月10日把纪录片送往瑞士。當時正值2008年藏區騷亂開始在各主要西藏城市中爆發。在中國政府鎮壓騷亂期間，當知項欠與久美嘉措於3月28日於青海省同德县被捕。
《不再恐惧》於奧運會開幕當天進行首映，並且為北京的外國傳媒所報導。

## 審判和監禁

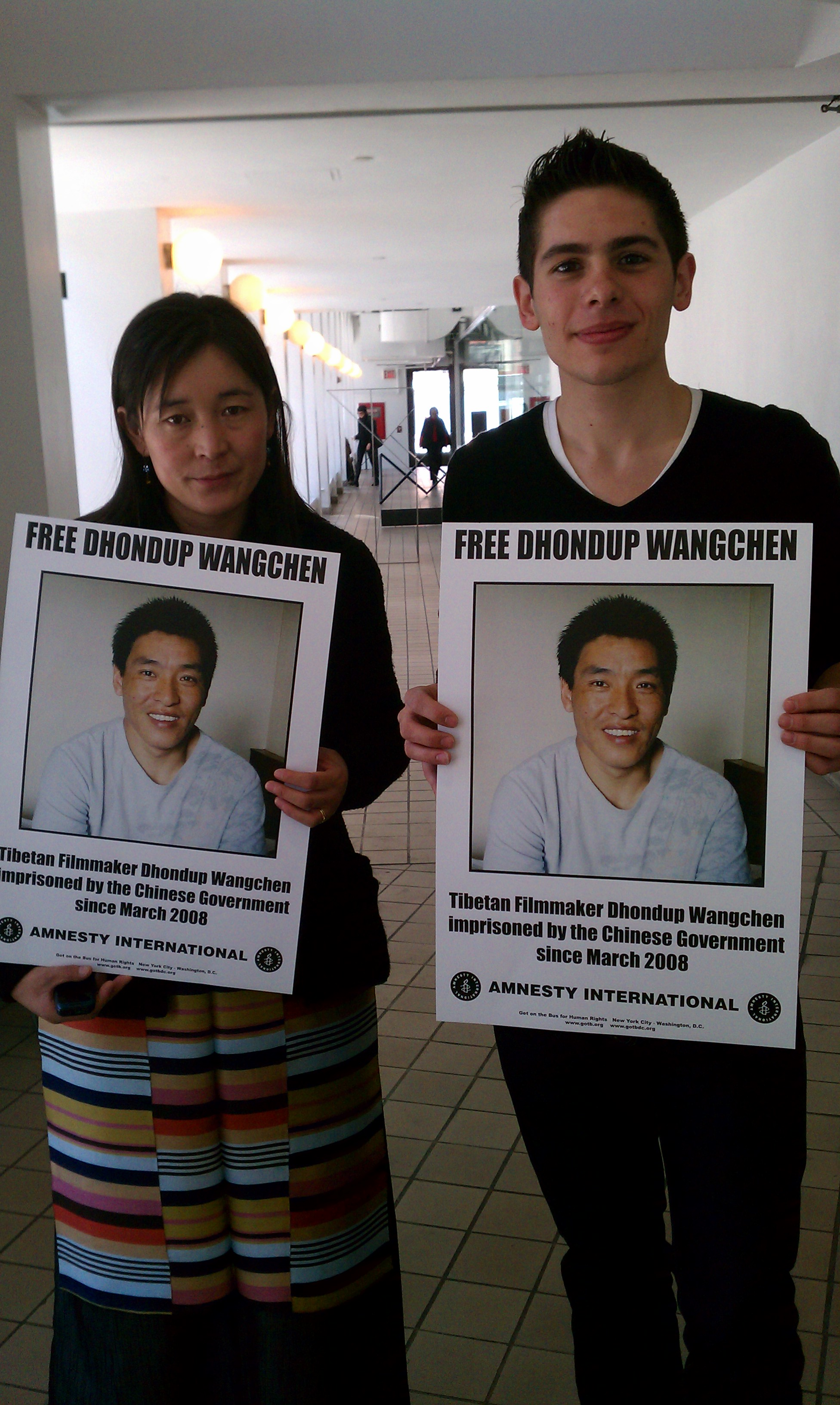
當知項欠的妻子拉姆措（左）要求中國政府釋放當知項欠

在當知項欠於2008年3月被捕後，他被關押在贡山酒店好幾天。國際特赦組織的報告指出當知項欠在關押期間被公安毆打，並且剝奪了他的食物、水和睡眠時間。
後來，他被轉移到西寧第一看守所，並且被單獨監禁至2009年4月。於2009年4月，當知項欠被允許會見其律師李楯勇。可是在三個月後，李楯勇放棄接管他的工作，並指出是司法機關要求他這樣做。據報導，另一位有意為當知項欠辯護的律師亦被威脅。
於2009年12月28日，當知項欠在西寧的一個秘密審訊中被以分裂国家罪判處有期徒刑6年。於2010年1月7日，西藏拍攝指出當知項欠已經無法對他的判決提出上訴，因為他被剝奪了聘請律師的權利，直到他的上訴期限結束為止。
他的家人指出，當知項欠在囚禁期間患上乙型肝炎，且其健康狀況每況愈下。於2010年4月，他被轉移至河南省淅川縣勞教所。在淅川縣勞教所中，囚犯的工作為生產磚塊、混凝土和鋁合金窗戶。於2012年4月6日，國際特赦組織再次發出呼籲，指出當知項欠需要接受醫療，但被剝削了被醫療的機會。
他的妻子拉姆措在一份声明中说：“我的丈夫并不是罪犯，他只是尝试去展现事实。孩子们将在那么长的时间内看不到他们的父亲，而我也将在那么长的时间内看不到丈夫，我们非常绝望。我们呼吁中国当局基于人道释放当知项欠。”。记者无疆界组织批评了对当知项欠的判决，并宣称“这项处罚是中国的一大耻辱”。1月7日，中国外交部发言人姜瑜在例行记者会上聲称没有听说过当知项欠的案件，但说只有触犯法律者才会被惩处，并宣称所有中国公民都享有基本权利，包括言论自由。

### 獲釋和逃離
2014年6月5日，當知項欠獲釋，但被禁止離開中國大陸境內。美國國務院主管公民安全、民主與人權事務的次卿莎拉·休厄爾呼籲中華人民共和國政府允許其離開中國與家人團聚；中华人民共和国外交部則在12月11日回應到「中國的人權事業已經取得巨大成就」，指美國「無權以裁判自居，對他國人權說三道四」。
2017年12月25日，當知項欠成功逃離西藏，抵達美國舊金山與家庭團聚。他表示「多年來首次得到的安全與自由的感覺」，同時表達了「離開我的祖國西藏的痛苦之情」。

## 國際反應
中國政府拘捕當知項欠與久美嘉措被許多人權團體譴責。國際特赦組織抗議中國政府拘捕二人，指出久美嘉措可能會再度被折磨，並將當知項欠稱為一個良心犯。人权观察、前線捍衛者、保護記者委員會、无国界记者、以及西藏人權與民主中心均對中國政府對當知項欠的判決抗議。
於2011年3月10日，前美國眾議院議長南希·佩洛西呼籲中國政府釋放當知項欠。而一個人權和西藏活動人士團體的聯盟亦呼籲釋放當知項欠，並於2012年3月9日在紐約市時代廣場中舉行集會。講者包括當知項欠的妻子拉姆措，以及詩人活動家丹增尊珠。部份《不再恐懼》片段亦於一個12英尺長的視頻屏幕上顯示出來。
於2012年，當知項欠獲頒國際新聞自由獎。但是，因為當知項欠仍然在囚，所以他無法參與2012年11月的頒獎典禮。